# Planchonia timorensis
Planchonia timorensis är en tvåhjärtbladig växtart som beskrevs av Carl Ludwig von Blume. Planchonia timorensis ingår i släktet Planchonia och familjen Lecythidaceae.
Artens utbredningsområde är Små Sundaöarna. Inga underarter finns listade i Catalogue of Life.